# Eleccions al Parlament Basc de 2020
Les eleccions al Parlament Basc de 2020 se celebraren el diumenge 12 de juliol de 2020. Inicialment s'havien convocat pel 12 d'abril del mateix any, però la Pandèmia per coronavirus de 2019-2020 va ajornar la cita electoral. S'elegiren els 75 diputats del Parlament Basc i es va donar pas a la XII legislatura. Aquest mateix dia, també se celebraren les eleccions gallegues.

## Candidatures
El 23 de febrer de 2020 el president del PP Pablo Casado va anunciar que Alfonso Alonso Aranegui no seria candidat a les eleccions al Parlament Basc de 2020 malgrat que s'havia anunciat la seva candidatura per negar-se a la coalició del Partit Popular del País Basc amb Ciudadanos, nomenant Carlos Iturgaiz Angulo
Les candidatures proclamades per la Junta Electoral Basca són les següents:
| Territori històric   | Actualment amb representació |
| -------------------- | --- |
| Àlaba (Araba)        | - EAJ-PNB: Iñigo Urkullu Renteria - EH Bildu: Mikel Otero Gabirondo - PSE-EE-PSOE: Gloria Sánchez Martín - Elkarrekin Podemos: Gustavo Angulo Garcia - PP+Cs: Carmelo Barrio Baroja - Equo - Berdeak: Jose Ramon Becerra Carollo                    |
| Guipúscoa (Gipuzkoa) | - EAJ-PNB: Bakartxo Tejeria Otermin - EH Bildu: Maddalen Iriarte Okiñena - PSE-EE-PSOE: Eneko Andueza Lorenzo - Elkarrekin Podemos: David Soto Rodríguez - PP+Cs: Muriel Larrea Laso - Equo - Berdeak: Miren Edurne Barranda de Miguel              |
| Biscaia (Bizkaia)    | - EAJ-PNB: Leixuri Arrizabalaga Arruza - EH Bildu: Jasone Agirre Garitaonandia - PSE-EE-PSOE: Idoia Mendia Cueva - Elkarrekin Podemos: Miren Edurne Gorrotxategui Azurmendi - PP+Cs: Carlos Iturgaiz Angulo - Equo - Berdeak: Stella Garcia Ardiles |

## Campanya

### Inici de campanya
La campanya començà oficialment el 26 de juny. El Partit Nacionalista Basc va començar amb un acte a Guernica, Biscaia, amb la presència del lehendakari Urkullu. EH Bildu va començar la campanya a la capital alabesa, Gasteiz, amb la presència d'Arnaldo Otegi i la candidata Maddalen Iriarte. Elkarrekin Podemos també va triar Gasteiz per començar la campanya que, amb Gorrotxategi al capdavant, va demanar un govern tripartit d'esquerres. Idoia Mendia, del PSE-EE, va començar la campanya a Bilbo, acompanyada de la vicepresidenta del govern espanyol Carmen Calvo. La coalició PP+Cs va començar la campanya a Gasteiz, amb els tres caps de llista. Iturgaiz va dir que la formació que lidera donarà la sorpresa. També a Gasteiz, Equo va demanar una solució verda a la crisi actual.

### Aldarulls al míting de VOX a Sestao
El mateix dia d'inici de campanya, la formació d'extrema dreta va convocar un míting a Sestao, localitat propera a Bilbo. Diverses organitzacions antifeixistes van convocar contramanifestacions per protestar per la presència del líder de VOX, Santiago Abascal. L'Ertzaintza va carregar contra els manifestants. Una diputada de la formació ultraconservadora, Rocío de Meer, va afirmar haver rebut una pedra a l'ull. La imatge, que va córrer per les xarxes socials, causà polèmica; molts creien que era una manipulació i d'altres que era un atac propi de la kale borroka.

### Lemes de campanya
- EAJ-PNV: Euskadi Zutik ('Euskadi dempeus')
- EH Bildu: Erantzun berrien garaia da ('Temps de respostes')
- Elkarrekin Podemos: Gobernatzeko prest ('Podem governar')
- PSE-EE-PSOE: Soluciones - Erantzunak ('Solucions')
- PP+Cs: Etorkizunerako Plana ('Un pla pel futur')
- Equo-Berdeak: Votemos distinto. Salgamos mejores. Bozka aldatu. Euskadi hobetu ('Votem diferent. Sortim millor. Canvia el vot. Millora Euskadi')

## Resultats
Els resultat complets es detallen a continuació:
| 52.86% | ' |

| 52.86% | ' |

### Per territoris històrics
| Candidatura | Candidatura | País Basc | País Basc | País Basc | País Basc            |        | Àlaba  | Àlaba | Àlaba                | Àlaba   | Guipúscoa | Guipúscoa | Guipúscoa            | Guipúscoa | Biscaia | Biscaia | Biscaia              | Biscaia |
| Candidatura | Candidatura | Vots      | %         | Esc.      | Augment · Disminució | Vots   | %      | Esc.  | Augment · Disminució | Vots    | %         | Esc.      | Augment · Disminució | Vots      | %       | Esc.    | Augment · Disminució |         |
| ----------- | ----------- | --------- | --------- | --------- | -------------------- | ------ | ------ | ----- | -------------------- | ------- | --------- | --------- | -------------------- | --------- | ------- | ------- | -------------------- | ------- |
|             | EAJ-PNV     | 349.429   | 39,12%    | 31        | 3                    | 40.002 | 32,22% | 9     | 1                    | 109.398 | 36,53%    | 10        | 1                    | 200.029   | 42,60%  | 12      | 1                    |         |
|             | EH Bildu    | 248.688   | 27,84%    | 22        | 4                    | 30.886 | 24,88% | 6     | 1                    | 105.359 | 35,18%    | 9         | 1                    | 112.443   | 23,94%  | 7       | 2                    |         |
|             | PSE-EE-PSOE | 121.869   | 13,64%    | 10        | 1                    | 19.414 | 15,63% | 4     | 1                    | 38.612  | 12,89%    | 3         | =                    | 63.843    | 13,59%  | 3       | =                    |         |
|             | PODEMOS-IU  | 71.759    | 8,03%     | 6         | 5                    | 10.054 | 8,09%  | 2     | 2                    | 21.365  | 7,13%     | 2         | 1                    | 40.340    | 8,59%   | 2       | 2                    |         |
|             | PP+Cs       | 60.299    | 6,75%     | 5         | 4                    | 14.287 | 11,50% | 3     | 2                    | 13,994  | 4,67%     | 1         | 1                    | 32.018    | 6,81%   | 1       | 1                    |         |
|             | VOX         | 17.517    | 1.96%     | 1         | 1                    | 4.722  | 3,8%   | 1     | 1                    | 4.010   | 1,33%     | 0         | =                    | 8.785     | 1,87%   | 0       | =                    |         |